# Драфт НБА 1978 года
Драфт НБА 1978 года состоялся 9 июня 1978 года в Нью-Йорке и стал 32-м ежегодным драфтом Национальной баскетбольной ассоциации. В этом драфте, который прошёл перед началом сезона 1978/1979, 22 команды НБА по очереди выбирали баскетболистов-любителей из США и других подходящих игроков, в том числе из других стран. Первые два выбора драфта принадлежали командам, которые финишировали последними в каждой конференции в предыдущем сезоне, порядок выбора определялся подбрасыванием монеты. «Индиана Пэйсерс» выиграла жеребьёвку и получила право первого выбора, «Канзас-Сити Кингз», выменявший выбор в первом раунде драфта у «Нью-Джерси Нетс», получил второй выбор. Перед драфтом «Индиана» обменяла первый пик в «Портленд Трэйл Блэйзерс». Остальные драфт-пики первого и последующих раундов были определены командам в обратном порядке их показателям побед-поражений в предыдущем сезоне. Игрок, окончивший четыре курса колледжа, автоматически получал право выставить свою кандидатуру на драфт. Студенты не окончившие колледж, могли выставить свою кандидатуру на драфт, но играть за команду, выбравшую их, имели право только после окончания учёбы. Перед этим драфтом пять студентов не окончивших колледж были объявлены подходящими для отбора в соответствии с правилом "нужды" (hardship rule). Эти игроки подали заявку и привели доказательства финансовых трудностей, что дало им право начать зарабатывать на жизнь, начав свою профессиональную карьеру раньше. Перед началом сезона «Баффало Брейвз» переехали в Сан-Диего и получили название «Сан-Диего Клипперс». Драфт состоял из 10 раундов, включающих отбор 202 игроков.
Майкл Томпсон из Университета Миннесоты был выбран под первым номером «Портленд Трэйл Блэйзерс». Томпсон, родившийся на Багамах, стал первым игроком, родившимся не в США, который был выбран под первым номером. Под вторым номером «Канзас-Сити Кингз» выбрал Фила Форда из Университета Северной Каролины. Он выиграл награду "Новичок года", а также был выбран во вторую сборную всех звёзд в своём дебютном сезоне. Ларри Бёрд, студент третьего курса Университета штата Индиана, был выбран под шестым номером «Бостон Селтикс». Тем не менее, он решил доучиться последний курс, прежде чем начать играть в НБА в 1979 году. Он выиграл награду «Новичок года», был выбран в первую сборную всех звёзд и вызван на Матч всех звёзд в своём дебютном сезоне. Бёрд провёл всю свою 13-летнюю карьеру в «Бостоне» и выиграла три чемпионата НБА, а также три награды "Самый ценный игрок сезона" и две "Самый ценный игрок финала", 10 раз был выбран в Сборную всех звёзд и 13 раз подряд принял участие в Матче всех звёзд. За свои достижения он был введён в Зал славы баскетбола и попал в список 50 величайших игроков в истории НБА, объявленном в 50-ю годовщину лиги в 1996 году. После окончания карьеры игрока, Бёрд продолжил карьеру тренера. Он тренировал «Индиана Пэйсерс» в течение трёх сезонов и вывел её в финал в 2000 году, а также получил премию "Тренер года" в 1998 году.
Перед драфтом Ларри Бёрд только что закончил свой третий курс в Университете штата Индиана. Тем не менее, он имел право выставить свою кандидатуру без подачи заявки по правилу "нужды" (hardship rule), потому что он начал обучение на первом курсе в Университете Индианы, куда первоначально поступил в 1974 году, но бросил учёбу через 24 дня. Через год он поступил в Университет штата Индиана. Несмотря на то, что он имел право на участие в драфте, он заявил, что вернётся в университет на последний курс. Команда из его родного штата, «Индиана Пэйсерс», изначально имела первый номер выбора на драфте. Однако, когда они не смогли убедить Бёрда покинуть университет раньше, они обменяли свой выбор в «Портленд Трэйл Блэйзерс», которые также не смогли убедить его подписать контракт сразу. Пять команд, включая «Индиану», у который был третий драфт-пик, не взяли Бёрда, пока «Бостон» не использовал шестой драфт-пик, чтобы выбрать Ларри. Они задрафтовали его, хотя знали, что могут потерять исключительные права на него, если он не подпишет с ними контракт до следующего драфта. Он мог повторно выставить свою кандидатуру на драфте 1979 года и подписать контракт с другой командой, которая бы его выбрала. На переговорах генерального менеджера «Бостона», Реда Ауэрбаха, и агента Бёрда, Боба Вульфа, Вульф прямо отклонил предложения Ауэрбаха по зарплате на низком уровне. Ред сказал, что не будет предлагать Ларри контракт с зарплатой больше, чем ежегодный оклад в 400 000 долларов, как у самого высокооплачиваемого игрока команды, Дейва Коуэнса. Вульф же дал понять, что Бёрд будет участвовать на драфте 1979 года без каких-либо сожалений, если «Бостон» не изменит свои планы. Тем не менее, в апреле 1979 года он подписал пятилетний контракт на 3,25 миллиона долларов с «Бостон Селтикс», что сделало его самым высокооплачиваемым новичком в истории командного спорта в то время.
Морис Чикс, выбранный под 36-м номером, четыре раза играл в Матче всех звёзд и пять раз подряд выбирался в Сборную всех звёзд защиты. После окончания игровой карьеры, он тренировал «Портленд Трэйл Блэйзерс», «Филадельфия 76» и «Детройт Пистонс». Майкл Купер, 60-й выбор драфта, выиграл награду "Оборонительный игрок года" в 1987 году и восемь раз подряд выбирался в Сборную всех звёзд защиты. Он провёл всю 12-летнюю карьеру в «Лос-Анджелес Лейкерс» и выиграл пять чемпионатов НБА. После окончания карьеры игрока, он тренировал клуб Женской НБА «Лос-Анджелес Спаркс» в течение восьми сезонов, приведя их к двум чемпионствам подряд в 2001 и 2002 годах. Он также был временным главным тренером «Денвер Наггетс» в сезоне 2004/2005. Четыре других игрока также были тренерами в НБА: Реджи Теус (9-й номер выбора), Майк Эванс (21-й), Рэнди Айерс (53-й) и Марк Иаварони (55-й).
Майкл Рэй Ричардсон (4-й драфт-пик), Ларри Бёрд (6-й), Реджи Теус (9-й), Майк Митчелл (15-й) и Морис Чикс (36-й) —  единственные игроки этого драфта, которые участвовали в Матче всех звёзд.

## Драфт

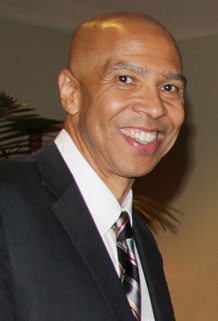
Майкл Томпсон — 1-й номер драфта.

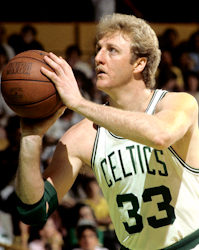
Ларри Бёрд — 6-й номер драфта.

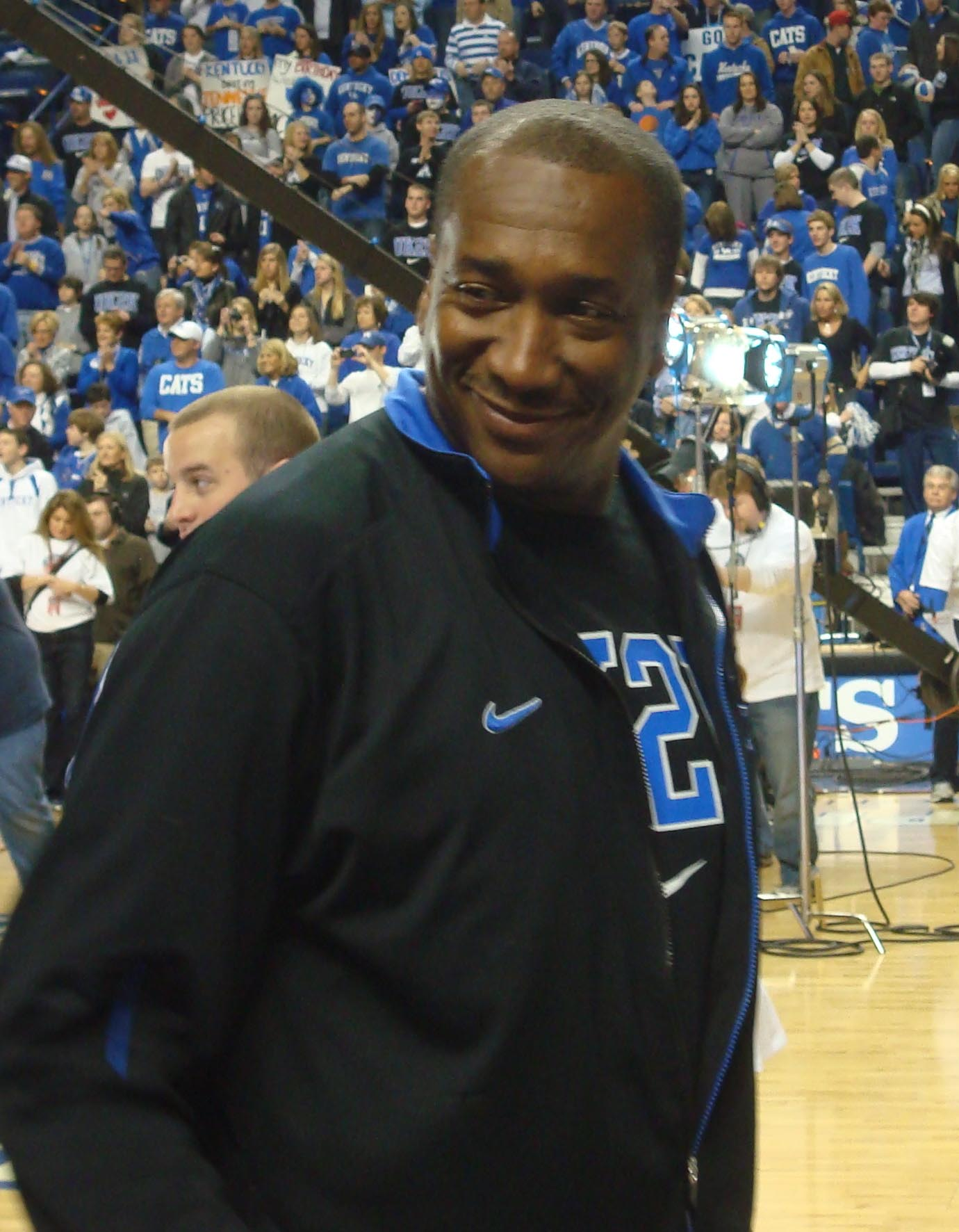
Джек Гивенс — 16-й номер драфта.

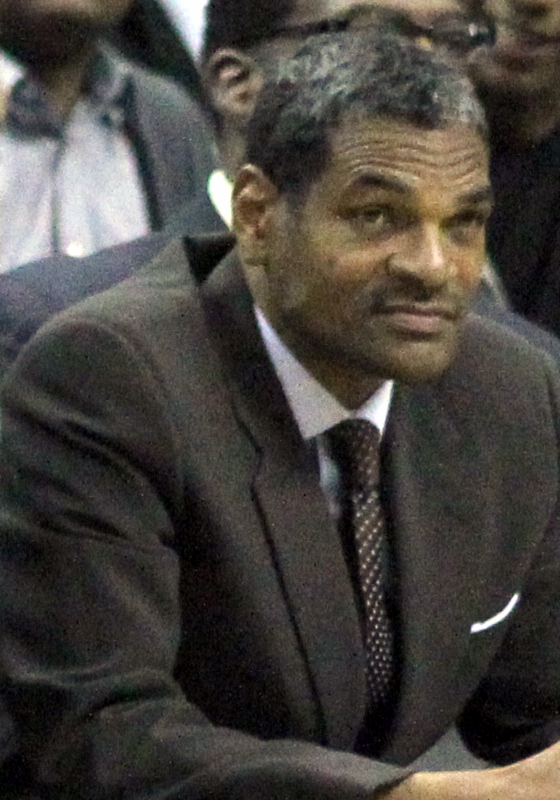
Морис Чикс — 36-й номер драфта.

| З | Защитник | Ф | Форвард | Ц | Центровой |

|  | Выделены игроки, выбранные в Зал славы баскетбола                   |
|  | Выделены участники Матча всех звёзд и игроки сборной всех звёзд НБА |
|  | Выделены участники Матча всех звёзд                                 |
|  | Выделены игроки сборной всех звёзд                                  |
|  | Выделены игроки, не игравшие в НБА                                  |

| Раунд | № драфта | Игрок               | Позиция | Национальность    | Команда НБА                                               | Университет/Колледж            |
| ----- | -------- | ------------------- | ------- | ----------------- | --------------------------------------------------------- | ------------------------------ |
| 1     | 1        | Майкл Томпсон       | Ф/Ц     | Багамские Острова | Портленд Трэйл Блэйзерс (из Индианы)                      | Миннесота (4-й курс)           |
| 1     | 2        | Фил Форд            | З       | США               | Канзас-Сити Кингз (из Нью-Джерси)                         | Сев. Каролина (4-й курс)       |
| 1     | 3        | Рик Роуби           | Ф/Ц     | США               | Индиана Пэйсерс (из Баффало через Портленд)               | Кентукки (4-й курс)            |
| 1     | 4        | Майкл Рэй Ричардсон | З/Ф     | США               | Нью-Йорк Никс (из Хьюстона через Баффало и Нью-Джерси)    | Монтана (4-й курс)             |
| 1     | 5        | Пёрвис Шорт         | З/Ф     | США               | Голден Стэйт Уорриорз (из Канзас-Сити через Лос-Анджелес) | Джексон Стэйт (4-й курс)       |
| 1     | 6        | Ларри Бёрд          | Ф/Ц     | США               | Бостон Селтикс                                            | Индиана Стэйт (3-й курс)       |
| 1     | 7        | Рон Брюэр           | З       | США               | Портленд Трэйл Блэйзерс (из Детройта через Сиэтл)         | Арканзас (4-й курс)            |
| 1     | 8        | Фримен Уильямс      | З/Ф     | США               | Бостон Селтикс (из Нью-Орлеана через Лос-Анджелес)        | Портленд Стэйт (4-й курс)      |
| 1     | 9        | Реджи Теус          | З       | США               | Чикаго Буллз                                              | УНЛВ (3-й курс)                |
| 1     | 10       | Бутч Ли             | З       | Пуэрто-Рико       | Атланта Хокс                                              | Маркетт (4-й курс)             |
| 1     | 11       | Джеймс Харди        | Ф/Ц     | США               | Нью-Орлеан Джаз (из Голден Стэйт)                         | Сан-Франциско (3-й курс)       |
| 1     | 12       | Джордж Джонсон      | Ф/Ц     | США               | Милуоки Бакс (из Кливленда)                               | Сент-Джонс (4-й курс)          |
| 1     | 13       | Уинфорд Бойнс       | З/Ф     | США               | Нью-Джерси Нетс (из Нью-Йорка)                            | Сан-Франциско (3-й курс)       |
| 1     | 14       | Роджер Фегли        | З/Ф     | США               | Вашингтон Буллетс                                         | Брэдли (4-й курс)              |
| 1     | 15       | Майк Митчелл        | Ф       | США               | Кливленд Кавальерс (из Милуоки)                           | Обёрн (4-й курс)               |
| 1     | 16       | Джек Гивенс         | З/Ф     | США               | Атланта Хокс (из Лос-Анджелеса через Нью-Орлеан)          | Кентукки (4-й курс)            |
| 1     | 17       | Род Гриффин         | Ф       | США               | Денвер Наггетс (из Сиэтла)                                | Уэйк-Форест (4-й курс)         |
| 1     | 18       | Дейв Корзин         | Ц       | США               | Вашингтон Буллетс (из Денвера)                            | Де Поль (4-й курс)             |
| 1     | 19       | Марти Байрнс        | Ф       | США               | Финикс Санз                                               | Сиракьюс (4-й курс)            |
| 1     | 20       | Фрэнки Сондерс      | З/Ф     | США               | Сан-Антонио Спёрс                                         | Южный (3-й курс)               |
| 1     | 21       | Майк Эванс          | З       | США               | Денвер Наггетс (из Филадельфии)                           | Канзас Стэйт (4-й курс)        |
| 1     | 22       | Рэймонд Таунсенд    | З       | США               | Голден Стэйт Уорриорз (из Портленда)                      | УКЛА (4-й курс)                |
| 2     | 23       | Терри Тайлер        | З/Ф     | США               | Детройт Пистонс (из Нью-Джерси)                           | Детройт (4-й курс)             |
| 2     | 24       | Кейт Херрон         | З/Ф     | США               | Портленд Трэйл Блэйзерс (из Баффало через Атланту)        | Вилланова (4-й курс)           |
| 2     | 25       | Рик Уилсон          | З       | США               | Атланта Хокс (из Хьюстона)                                | Луисвилл (4-й курс)            |
| 2     | 26       | Рон Картер          | З       | США               | Лос-Анджелес Лейкерс (из Канзас-Сити)                     | Виргиния Милитари (4-й курс)   |
| 2     | 27       | Уэйн Рэдфорд        | З       | США               | Индиана Пэйсерс                                           | Индиана (4-й курс)             |
| 2     | 28       | Бастер Мэтени       | Ф       | США               | Хьюстон Рокетс (из Бостона)                               | Юта (4-й курс)                 |
| 2     | 29       | Джон Лонг           | З/Ф     | США               | Детройт Пистонс                                           | Детройт (4-й курс)             |
| 2     | 30       | Джефф Джадкинс      | З/Ф     | США               | Бостон Селтикс (из Нью-Орлеана)                           | Юта (4-й курс)                 |
| 2     | 31       | Марвин Джонсон      | Ф       | США               | Чикаго Буллз                                              | Нью-Мексико (4-й курс)         |
| 2     | 32       | Джон Радд           | Ф       | США               | Нью-Йорк Никс (из Атланты)                                | МакНис (4-й курс)              |
| 2     | 33       | Гарри Дэвис         | Ф       | США               | Кливленд Кавальерс                                        | Флорида Стэйт (4-й курс)       |
| 2     | 34       | Грег Банч           | Ф       | США               | Нью-Йорк Никс                                             | Кал Стэйт Фуллертон (4-й курс) |
| 2     | 35       | Томми Грин          | З       | США               | Нью-Орлеан Джаз (из Голден Стэйт)                         | Южный (4-й курс)               |
| 2     | 36       | Морис Чикс          | З       | США               | Филадельфия 76 (из Милуоки)                               | Зап. Техас Стэйт (4-й курс)    |
| 2     | 37       | Терри Сайкс         | Ф       | США               | Вашингтон Буллетс                                         | Грамблинг (4-й курс)           |
| 2     | 38       | Лью Мэсси           | З       | США               | Лос-Анджелес Лейкерс                                      | УСК Шарлотт (4-й курс)         |
| 2     | 39       | Джеймс Ли           | Ф       | США               | Сиэтл Суперсоникс                                         | Кентукки (4-й курс)            |
| 2     | 40       | Уэйн Купер          | Ф/Ц     | США               | Голден Стэйт Уорриорз (из Денвера)                        | Новый Орлеан (4-й курс)        |
| 2     | 41       | Джером Уайтхед      | Ф/Ц     | США               | Баффало Брейвз (из Финикса)                               | Маркетт (4-й курс)             |
| 2     | 42       | Кевен МакДональд    | Ф       | США               | Сиэтл Суперсоникс (из Сан-Антонио)                        | Пенсильвания (4-й курс)        |
| 2     | 43       | Гленн Хаган         | З       | США               | Филадельфия 76                                            | Сент-Бонавентура (4-й курс)    |
| 2     | 44       | Клемон Джонсон      | Ф/Ц     | США               | Портленд Трэйл Блэйзерс                                   | Флорида A&M (4-й курс)         |
| 3     | 47       | Билли Рэй Бейтс     | З       | США               | Хьюстон Рокетс                                            | Кентукки Стэйт (4-й курс)      |
| 3     | 49       | Джефф Кук           | Ф/Ц     | США               | Канзас-Сити Кингз                                         | Айдахо Стэйт (4-й курс)        |
| 3     | 55       | Марк Иаварони       | Ф       | США               | Нью-Йорк Никс                                             | Виргиния (4-й курс)            |
| 3     | 59       | Пэт Каммингс        | Ф/Ц     | США               | Милуоки Бакс                                              | Цинциннати (4-й курс)          |
| 3     | 60       | Майкл Купер         | З/Ф     | США               | Лос-Анджелес Лейкерс                                      | Нью-Мексико (4-й курс)         |
| 3     | 64       | Джеральд Хендерсон  | З       | США               | Сан-Антонио Спёрс                                         | УСВ (4-й курс)                 |
| 4     | 67       | Джеки Робинсон      | Ф       | США               | Хьюстон Рокетс (из Нью-Джерси)                            | УНЛВ (4-й курс)                |
| 5     | 105      | Ральф Дроллингер    | Ц       | США               | Сиэтл Суперсоникс                                         | УКЛА (4-й курс)                |
| 5     | 110      | Клей Джонсон        | З       | США               | Портленд Трэйл Блэйзерс                                   | Миссури (4-й курс)             |

## Сделки с участием драфт-пиков
1. 1 2  8 июня 1978 года «Портленд Трэйл Блэйзерс» приобрёл у «Индиана Пэйсерс» выборы первого раунда в обмен на Джонни Дэвиса и выбор третьего раунда.[31] Ранее, 18 октября 1976 года, «Трэйл Блэйзерс» приобрёл у «Баффало Брейвз» выборы первого раунда в обмен на Мозеса Мэлоуна.[32] «Трэйл Блэйзерс» использовали драфт-пик, чтобы выбрать Майкла Томпсона. «Пэйсерс» использовали драфт-пик, чтобы выбрать Рика Роуби.
2. ↑  10 сентября 1976 года «Канзас-Сити Кингз» приобрёл у «Нью-Джерси Нетс» Джима Икинса, Брайана Тейлора, выборы первого раунда 1977 и 1978 годов в обмен на Нейта Арчибальда.[33] «Кингз» использовали драфт-пик, чтобы выбрать Фила Форда.
3. 1 2  8 июня 1978 года «Нью-Йорк Никс» приобрёл у «Нью-Джерси Нетс» выборы четвёртого раунда и выбор первого раунда 1979 года в обмен на Фила Джексона, 13-й драфт-пик и 3,2 млн. долларов в счёт погашения долга перед «Никс».[34][35] Ранее, 1 сентября 1977 года, «Нетс» приобрёл у «Баффало Брейвз» Джорджа И. Джонсона, драфт-пик и выбор первого раунда 1979 года в обмен на Нейта Арчибальда.[33] Ранее, 24 октября 1976 года, «Брейвз» приобрёл у «Хьюстон Рокетс» драфт-пик и выбор первого раунда 1977 года в обмен на Мозеса Мэлоуна.[32] «Никс» использовали драфт-пик, чтобы выбрать Майкла Рэя Ричардсона. «Нетс» использовали драфт-пик, чтобы выбрать Уинфорда Бойнса.
4. 1 2  14 сентября 1977 года «Голден Стэйт Уорриорз» приобрёл у «Лос-Анджелес Лейкерс» выбор первого раунда и денежное возмещение. Эта сделка была организована в качестве компенсации, когда «Лейкерс» подписали Джамала Уилкса 11 июля 1977 года.[36][37] Ранее, 1 июня 1977 года, «Лейкерс» приобрёл у «Канзас-Сити Кингз» Олли Джонсона, драфт-пик и выбор второго раунда в обмен на Люциуса Аллена.[38] «Уорриорз» использовали драфт-пик, чтобы выбрать Пёрвиса Шорта. «Лейкерс» использовали драфт-пик, чтобы выбрать Рона Картера.
5. ↑  11 ноября 1977 года «Портленд Трэйл Блэйзерс» приобрёл у «Сиэтл Суперсоникс» выбор первого раунда 1978 года и второго раунда 1979 года в обмен на Уолли Уокера.[39] Ранее, 25 сентября 1975 года, «Суперсоникс» приобрёл у «Детройт Пистонс» драфт-пик в обмен на Арчи Кларка.[40] «Трэйл Блэйзерс» использовали драфт-пик, чтобы выбрать Рона Брюэра.
6. 1 2  27 декабря 1977 года «Бостон Селтикс» приобрёл у «Лос-Анджелес Лейкерс» Дона Чейни, Кермита Вашингтона и выбор первого раунда в обмен на Чарли Скотта.[41] 13 октября 1977 года «Атланта Хокс» приобрела у «Нью-Орлеан Джаз» выбор первого раунда в обмен на Джо Мериуэзера.[42] Ранее, 5 августа 1976 года, «Лейкерс» приобрёл у «Джаз» выборы первого раунда 1977, 1978 и 1979 годов и второго раунда 1980 года в обмен на выбор первого раунда 1978 года и второго раунда 1977 года. Эта сделка была организована в качестве компенсации, когда «Джаз» подписал Гейла Гудрича 19 июля 1976 года.[43] «Селтикс» использовали драфт-пик, чтобы выбрать Фримена Уильямса. «Хокс» использовали драфт-пик, чтобы выбрать Джека Гивенса.
7. ↑  3 октября 1977 года «Нью-Орлеан Джаз» приобрёл у «Голден Стэйт Уорриорз» выбор первого раунда в качестве компенсации за подписание И-Си Коулмена в качестве свободного агента.[44] «Джаз» использовали драфт-пик, чтобы выбрать Джеймса Харди.
8. ↑  13 января 1977 года «Милуоки Бакс» приобрёл у «Кливленд Кавальерс» Роуленда Гарретта и выборы первого раунда 1977 и 1978 годов в обмен на Элмора Смита и Гэри Брокоу.[45] «Бакс» использовали драфт-пик, чтобы выбрать Джорджа Джонсона.
9. ↑  1 июня 1978 года «Кливленд Кавальерс» приобрёл у «Милуоки Бакс» 15-й драфт-пик в обмен на выбор первого раунда 1979 года.[46] «Кавальерс» использовали драфт-пик, чтобы выбрать Майка Митчелла.
10. ↑  В день драфта «Денвер Наггетс» приобрёл у «Сиэтл Суперсоникс» 17-й драфт-пик в обмен на Тома ЛаГарда.[47] «Наггетс» использовали драфт-пик, чтобы выбрать Рода Гриффина.
11. ↑  11 октября 1977 года «Вашингтон Буллетс» приобрёл у «Денвер Наггетс» выбор первого раунда в обмен на Бо Эллиса.[48] «Буллетс» использовали драфт-пик, чтобы выбрать Дейва Корзина.
12. ↑  В день драфта «Денвер Наггетс» приобрёл у «Филадельфия 76» 21-й драфт-пик в обмен на выбор первого раунда 1984 года.[49][50] «Наггетс» использовали драфт-пик, чтобы выбрать Майка Эванса.
13. ↑  7 июня 1978 года воины «Голден Стэйт Уорриорз» приобрёл у «Портленд Трэйл Блэйзерс» 22-й драфт-пик в обмен на выбор первого раунда 1981 года.[51] «Уорриорз» использовали драфт-пик, чтобы выбрать Рэймонда Таунсенда.

## Комментарии
1. ↑  Указывается сборная, за которую выступает игрок или его национальность. Если игрок не выступал на международном уровне, то указывается сборная, которую игрок имеет право представлять в соответствии с правилами ФИБА.
2. ↑  Несмотря на то, что Ларри Бёрд был третикурсником, он имел право выставить свою кандидатуру на драфт, потому что он уже четыре года не учился в старших классах, и поэтому ему не нужно было подавать заявление на раннее поступление.[9]
3. 1 2  Университет Детройт-Мерси до 1990 года назывался Университетом Детройта.
4. ↑  Университет Западный Техас A&M до 1993 года назывался Университетом штата Западный Техас.